# Anticlea querulata
Anticlea querulata là một loài bướm đêm trong họ Geometridae.